# Tedania sansibarensis
Tedania sansibarensis är en svampdjursart som beskrevs av Baer 1906. Tedania sansibarensis ingår i släktet Tedania och familjen Tedaniidae. Inga underarter finns listade i Catalogue of Life.